# Art Wall
Arthur Jonathan Wall Jr. (* 25. November 1923; † 31. Oktober 2001) war ein US-amerikanischer Profigolfer, der zwischen 1952 und 1988 auf der PGA Tour spielte. Er gewann das Masters im Jahr 1959.

## Karriere
Wall wurde am 25. November 1923 in Honesdale, Pennsylvania, geboren. Er begann mit 10 Jahren Golf zu spielen. Während des Zweiten Weltkriegs war Wall bei den Army Air Forces stationiert, während sein Bruder Dewey bei der Navy im Alter von 20 starb, als sein U-Boot – die USS Shark – sank.
Wall spielte nach Ende des Krieges als Amateur und gewann 1947 und 1949 die Pennsylvania Amateur Meisterschaft. Er studierte an der Duke University und schloss mit einem Abschluss in Wirtschaftslehre ab.
Ab 1952 spielte er professionelles Golf auf der PGA Tour. Im Jahr 1959 gewann er vier Titel und wurde zum Spieler des Jahres ernannt, nachdem er das Masters gewann. In der Endrunde gelang es ihm dort auf den letzten sechs Löchern fünf Birdies zu spielen, wodurch er Cary Middlecoff und Arnold Palmer kurzerhand überholte. Dreimal trat er für die USA im Ryder Cup an (1957, 1959 und 1961). Er hielt mit 45 Hole-in-ones lange Zeit den Weltrekord diesbezüglich.
Wall starb im Alter von 77 Jahren nach langer Krankheit an Atemversagen.